# Willi-Johannes Eggeling
Willi-Johannes Eggeling (* 28. März 1948 in Gelsenkirchen) ist ein deutscher Kulturgeograph.

## Leben
Nach der Promotion 1973 in Bochum zum Dr. rer. nat. und der Habilitation 1983 in Wuppertal wurde er 1990 außerplanmäßiger Professor an der Universität Wuppertal.

## Schriften (Auswahl)
- Beiträge zur Kulturgeographie des Küçük-Menderes-Gebietes . Bochum 1973, OCLC 603534995.
- Türkei. Land, Volk, Wirtschaft in Stichworten. Wien 1978, ISBN 3-7019-8040-3.
- Entwicklung und räumliche Analyse der türkischen Binnenverkehrsnetze. Bochum 1979, ISBN 3-88339-081-X.
- Rhodos, Naxos, Syros. Die heutige Kulturlandschaft der südlichen Ägäis als Resultat anthropogeographischer Wandlungen unter besonderer Berücksichtigung ethnischer Gegensätze. Wuppertal 1984, ISBN 3-923499-03-5.
- Türkische, griechische, jugoslawische Mitarbeiter verstehen und führen. Unter Einbeziehung ausgewählter Führungsprobleme arabischer Mitarbeiter. Köln 1985, ISBN 3-602-14151-9.

| Personendaten    | Personendaten            |
| ---------------- | ------------------------ |
| NAME             | Eggeling, Willi-Johannes |
| KURZBESCHREIBUNG | deutscher Kulturgeograph |
| GEBURTSDATUM     | 28. März 1948            |
| GEBURTSORT       | Gelsenkirchen            |